# (37555) 1981 EG47
1981 EG47 (asteroide 37555) é um asteroide da cintura principal. Possui uma excentricidade de 0.12437610 e uma inclinação de 2.62069º.
Este asteroide foi descoberto no dia 2 de março de 1981 por Schelte J. Bus em Siding Spring.